# Mur creux

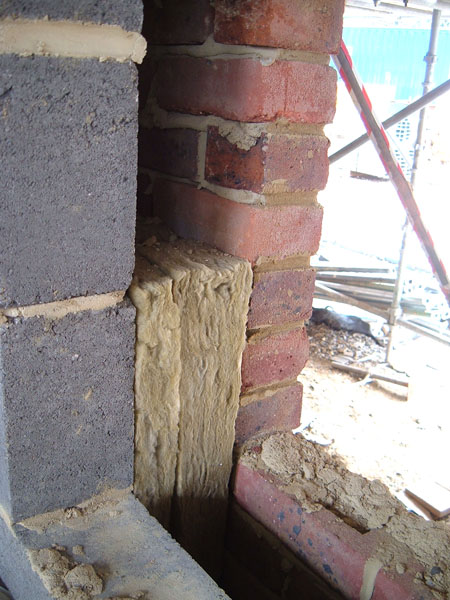
Un mur creux.

Un mur creux ou double mur est un mur composé de deux couches séparées par un vide que l'on appelle aussi « coulisse ». Le mur creux apparu dans les pays septentrionaux à partir des années 1930 est une réponse aux problèmes d'étanchéité.

## Histoire
Les premiers murs creux en briques ont été réalisés au XIXe siècle par économie de matériaux. Il s'agissait de donner à un mur l'épaisseur voulue avec moins de briques. Le parement et la brique intérieure sont liaisonnés par des briques en boutisse (traversant l'épaisseur du mur).
La technique permettant de garantir l'étanchéité du mur au moyen d'une coulisse ventilée a été adoptée en Allemagne, en Angleterre, en Belgique, en Écosse, aux Pays-Bas, dans les régions autour de la mer Baltique, ainsi que dans le Nord de la France à partir des années 1930.

## Principe

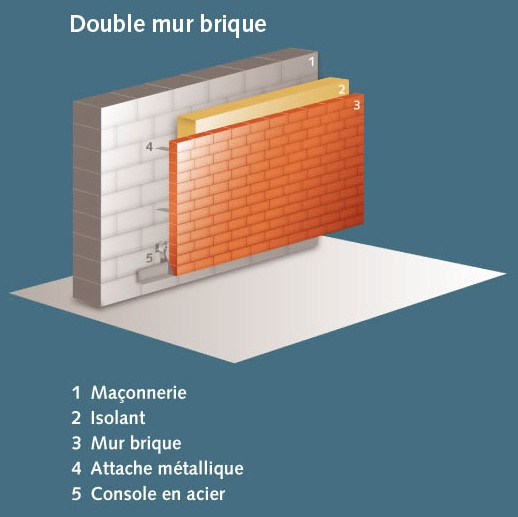
Double mur appelé aussi mur manteau

La couche extérieure qui fait office de parement, absorbe plus ou moins la pluie ruisselant sur la façade, selon la capillarité du matériau utilisé (Les matériaux non-capillaires conduisent brutalement l'eau par les fissures, sans absorption, dans la coulisse), mais ne la transmet pas à la couche intérieure généralement porteuse. Les déplacements d'air par convection à l'intérieur de la coulisse ventilée contribuent au séchage du parement.
Les deux couches sont éventuellement rendues solidaires par des crochets munis ou non d'un casse-goutte (pour écarter les eaux de ruissellement).
Le mur creux succède au mur plein, où la régulation de l'humidité est le cas échéant résolue par l'épaisseur du mur, qui est considérable. Entre deux périodes de pluie intense, le mur plein évacue l'humidité, d'abord par capillarité, ensuite par évaporation, et son épaisseur importante garantit que jamais l'humidité n'atteint sa face intérieure.
Le mur creux permet notamment de réaliser des murs de moindre épaisseur, avec des caractéristiques hygrométriques identiques à celles d'un mur plein épais.
L'action de la  pluie battante sur les bâtiments (les pluies battantes forment un cas particulier d’exposition à la pluie, conjugué à une exposition au vent) se répartit en plusieurs groupes de sollicitations dont le plus extrême conduit éventuellement à l'interposition d'une coulisse ventilée dans l'épaisseur du mur, comme pour les murs creux.
Des membranes d'étanchéité permettent de rejeter vers l'extérieur les eaux qui se seraient introduites dans la coulisse. Des barbacanes sont ménagées en pied de mur pour évacuer cette eau et réaliser éventuellement la ventilation de la coulisse.

## À partir de 1970, l'isolation
À partir du premier choc pétrolier en 1973, un isolant se place progressivement dans cette coulisse et réalise l'isolation thermique de l'enveloppe du bâtiment. Il y a lieu de distinguer alors:
- Mur creux non isolé
- Mur creux isolé à remplissage partiel de la coulisse.
- Mur creux isolé à remplissage intégral de la coulisse: Dans ce cas l'isolant doit être totalement hydrofuge.

L'isolant a des épaisseurs variable de 60 mm, à 200 mm pour atteindre dans ce dernier cas les critères maison passive.
La différence de température entre le mur intérieur et le mur extérieur et les dilatations séparées qui résultent de l'isolation thermique conduisent éventuellement à des tensions dans le mur et la fissuration des matériaux.
Pour les murs creux construits avant les années 1970 et qui ne présentaient pas d'isolation, différentes solutions sont proposées pour remplir la coulisse, notamment la projection ou l'insufflation d'isolant synthétique ou de fibres isolantes pulvérulentes.

## Bilan thermique d'un mur creux
| Composition de la paroi                                                                                                   | Épaisseur {\displaystyle {e}} (en mètres)                  | Conductivité thermique {\displaystyle {\lambda }} (en watts par mètre-kelvin) | Résistance thermique {\displaystyle R_{i}={\frac {e}{\lambda }}} (en mètres carrés-kelvins par watt) |
| --- | ---------------------------------------------------------- | ----------------------------------------------------------------------------- | --- |
| Résistance thermique d'échange superficielle interne                                                                      | {\displaystyle R_{si}}                                     | {\displaystyle R_{si}}                                                        | 0,13                                                                                                 |
| Enduit de plâtre | 0,015                                                      | 0,04                                                                          | 0,375                                                                                                |
| Bloc de béton ordinaire plein                                                                                             | 0,14                                                       | 1,3                                                                           | 0,11                                                                                                 |
| Isolant thermique (polyuréthane – revêtu (PUR/PIR))                                                                       | 0,06                                                       | 0,035                                                                         | 1,71                                                                                                 |
| Brique de terre cuite | 0,09                                                       | 1                                                                             | 0,09                                                                                                 |
| Résistance thermique d'échange superficielle externe                                                                      | {\displaystyle R_{se}}                                     | {\displaystyle R_{se}}                                                        | 0,04                                                                                                 |
| Résistance thermique totale (en mètres carrés-kelvins par watt)                                                           | {\displaystyle R_{T}=R_{si}+\sum _{i=1}^{n}{R_{i}}+R_{se}} | {\displaystyle R_{T}=R_{si}+\sum _{i=1}^{n}{R_{i}}+R_{se}}                    | 2,455                                                                                                |
| Coefficient de transmission thermique surfacique (en watts par mètre carré-kelvin)                                        | {\displaystyle U={\frac {1}{R}}_{T}}                       | {\displaystyle U={\frac {1}{R}}_{T}}                                          | 0,407                                                                                                |
| Densité de flux thermique {\displaystyle \varphi } pour une différence de température de 20 °C (en watts par mètre carré) | {\displaystyle \varphi =U{\Delta T}}                       | {\displaystyle \varphi =U{\Delta T}}                                          | 8,14                                                                                                 |

Les valeurs {\displaystyle R_{si}} et {\displaystyle R_{se}}sont susceptibles de varier selon les régions
Les valeurs lambda sont données à titre indicatif et peuvent varier suivant la  masse volumique et la qualité des matériaux
Le flux de chaleur (en watts) passant dans un mètre carré de paroi :{\displaystyle {\Phi }=\varphi {S}} = 0,407 × 1= 8,14 W
Le même mur sans isolant a un coefficient de transmission thermique de 1,34 watt par mètre carré-kelvin et la densité de flux thermique le traversant est de 26,8 W/m2. Le mur est donc trois à quatre fois moins isolant et les déperditions thermiques sont de 18,66 W/m2 plus élevées que le mur isolé envisagé ici.
Dans le calcul de la résistance thermique d'une paroi constituée par un mur creux, lorsque la couche d'air est fortement ventilée, seule la partie située du côté chaud de la couche d'air est envisagée, et on considère que cette partie sépare deux ambiances intérieures dont celle située côté froid est à la température extérieure.